# كلوستريديوم شبيه الملعقة
كلوستريديوم كوكلياريوم أو كلوستريديوم شبيه الملعقة  هو نوع من البكتيريا من فصيلة كلوستريدياسيا.